# 69556 Félixdelafuente
69556 Félixdelafuente è un asteroide della fascia principale. Scoperto nel 1997, presenta un'orbita caratterizzata da un semiasse maggiore pari a 3,2060211 au e da un'eccentricità di 0,0923826, inclinata di 18,55042° rispetto all'eclittica.
L'asteroide è dedicato al naturalista spagnolo Félix Rodríguez de la Fuente.